# Franz Kliemann
Franz Kliemann (30. května 1861 Soběchleby – 12. června 1905 Soběchleby) byl rakouský a český politik německé národnosti, na počátku 20. století poslanec Českého zemského sněmu a Říšské rady.

## Biografie
Profesí byl rolníkem, hostinským a starostou v domovských Soběchlebech.
Na přelomu století se zapojil i do zemské a celostátní politiky. Ve volbách v roce 1901 byl zvolen do Českého zemského sněmu v kurii venkovských obcí (volební obvod Karlovy Vary). Politicky patřil k všeněmcům. Kromě toho byl zvolen ve volbách roku 1901 i do Říšské rady (celostátní zákonodárný sbor), za kurii venkovských obcí, obvod Karlovy Vary, Jáchymov, Kadaň atd.
Patřil mezi hlavní propagátory všeněmeckého hnutí na sudetoněmeckém venkově. Po vzniku samostatné Německé agrární strany do ní nepřestoupil a zůstal loajální k Všeněmeckému sjednocení Georga von Schönerera. Byl členem ústředního výboru zemské zemědělské rady.
Zemřel v červnu 1905 po dlouhé nemoci způsobené následky dávného onemocnění malárií z doby bosenského tažení rakousko-uherské armády. Pohřben byl na hřbitově v Bohosudově.